# Carl Winter
Carl Winter (Melbourne, 10 de gener de 1906 - 21 de maig de 1966) fou un historiador d'art i conservador de museus britànic. Va treballar a la col·lecció de retrats en miniatura i aquarel·les angleses en el Victoria and Albert Museum abans d'anar al Museu Fitzwilliam de Cambridge el 1946 després del final de la Segona Guerra Mundial.
Winter va néixer a Melbourne, fill de Carl Winter i la seva muller Ethel Hardy. Va ser educat a la Xavier College i Newman College, Universitat de Melbourne. Va anar a Anglaterra el 1928 on va assistir al Exeter College, Oxford.
Es va casar amb Theodora Barlow el 1936 amb qui va tenir dos fills i una filla i es van divorciar el 1953.
Va ser nomenat com a ajudant de manteniment en els Departaments de Gravat, Il·lustració i Disseny, i de Pintures, del Victoria and Albert Museum el 1931, on va treballar amb Basil Long, dirigint el departament després de la mort de Long el 1936. El 1946 fou nomenat Director i Conservador Morley al Museu Fitzwilliam de Cambridge, i també membre de la Universitat de Trinity, Cambridge, on es va quedar fins a la seva mort el 1966. Va publicar Elizabethan Miniatures el 1943, i The British School of Miniature Portrait Painters el 1948.
Juntament amb Patrick Trevor-Roper i Peter Wildeblood, Winter va donar evidència al Comitè Wolfenden, l'informe del qual va dirigir el 1967 per la despenalització del sexe entre homosexuals adults. Va donar evidència anònimament com a "Mr.White". El seu testimoni al Comitè ha estat portat a la pantalla en el drama de la BBC, Consentint Adults.